# Суперкубок Англії з футболу 1933
Суперкубок Англії з футболу 1933 — 20-й розіграш турніру. Матч відбувся 18 жовтня 1933 року між чемпіоном Англії клубом «Арсенал» та володарем кубка країни клубом «Евертон».
| Володар Суперкубка Англії 1933 |
| ------------------------------ |
|                                |
| «Арсенал» Третій титул         |

## Учасники
| Клуб      | Участей | Роки (жирним виділено перемоги) |
| --------- | ------- | ------------------------------- |
| «Евертон» | 2       | 1928, 1932                      |
| «Арсенал» | 2       | 1930, 1931                      |

## Матч

### Деталі
| 18 жовтня 1933 |

| «Евертон» | 0–3      | «Арсенал»      |
| --------- | -------- | -------------- |
|           | Протокол | Біркетт Боуден |

| Гудісон Парк, Ліверпуль Глядачів: 20 000 |

|  |  |

| В                |  | Тед Сейгар     |
| З                |  | Біллі Кук      |
| З                |  | Білл Бокінг    |
| ПЗ               |  | Кліфф Бріттон  |
| ПЗ               |  | Чарльз Гі      |
| ПЗ               |  | Джок Томсон    |
| Н                |  | Алберт Гелдард |
| Н                |  | Джиммі Данн    |
| Н                |  | Діксі Дін (к)  |
| Н                |  | Томмі Джонсон  |
| Н                |  | Джиммі Стейн   |
| Головний тренер: |  |                |
| Томас Макінтош   |  |                |

| В                |  | Френк Мосс       |
| З                |  | Джордж Мейл      |
| З                |  | Едді Гепгуд      |
| ПЗ               |  | Чарлі Джонс      |
| ПЗ               |  | Норман Сайді     |
| ПЗ               |  | Боб Джон         |
| Н                |  | Ралф Біркетт     |
| Н                |  | Ерні Коулмен     |
| Н                |  | Рей Боуден       |
| Н                |  | Алекс Джеймс (к) |
| Н                |  | Френк Гілл       |
| Головний тренер: |  |                  |
| Герберт Чепмен   |  |                  |